# Айпара
Айпа́ра (каз. Айпара) — село у складі Алакольського району Жетисуської області Казахстану. Входить до складу Ушбулацького сільського округу.
Населення — 49 осіб (2021; 157 у 2009, 245 у 1999, 221 у 1989).